# 居涅欧索
居涅欧索（法語：Gugney-aux-Aulx，法語發音：[ɡyɲɛ o.z‿o] ⓘ）是法国大東部大區孚日省的一个市镇，属于埃皮纳勒区。

## 地理
居涅欧索（48°18'11"N, 6°16'12"E）面积8.67 平方千米，位于法国大東部大區孚日省，该省份为法国东北部内陆省份，北起默兹省和默尔特-摩泽尔省，西接上马恩省，南至上索恩省和贝尔福地区省，东临上莱茵省和下莱茵省。
与居涅欧索接壤的市镇（或旧市镇、城区）包括：若尔克塞、马德涅、拉佩、瓦尔蒙泽、沃伯克西、贝特涅圣布里斯、代尔巴蒙、埃沃和梅尼勒。

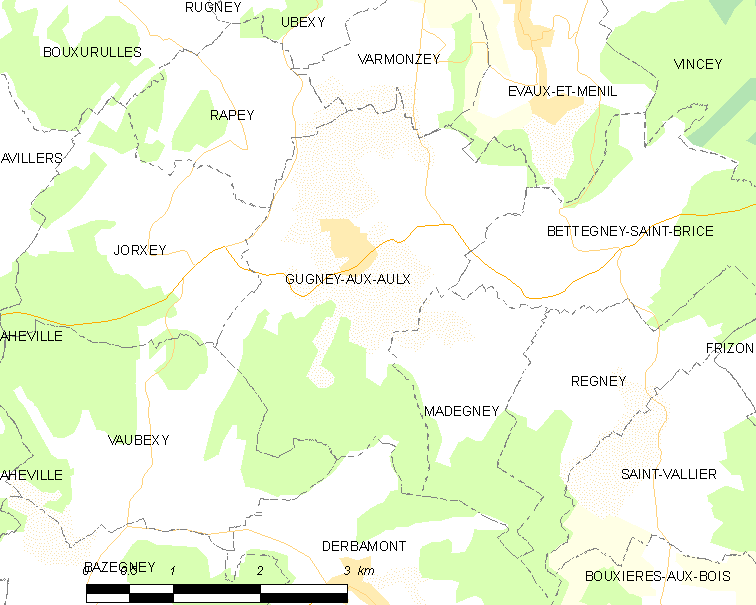
居涅欧索的OSM定位图

居涅欧索的时区为UTC+01:00、UTC+02:00（夏令时）。

## 行政
居涅欧索的邮政编码为88450，INSEE市镇编码为88223。

## 政治
居涅欧索所属的省级选区为沙尔姆县。

## 人口

1962-2008年间居涅欧索人口变化图示

居涅欧索于2022年1月1日时的人口数量为171人。